# Leven van Sint-Servaas

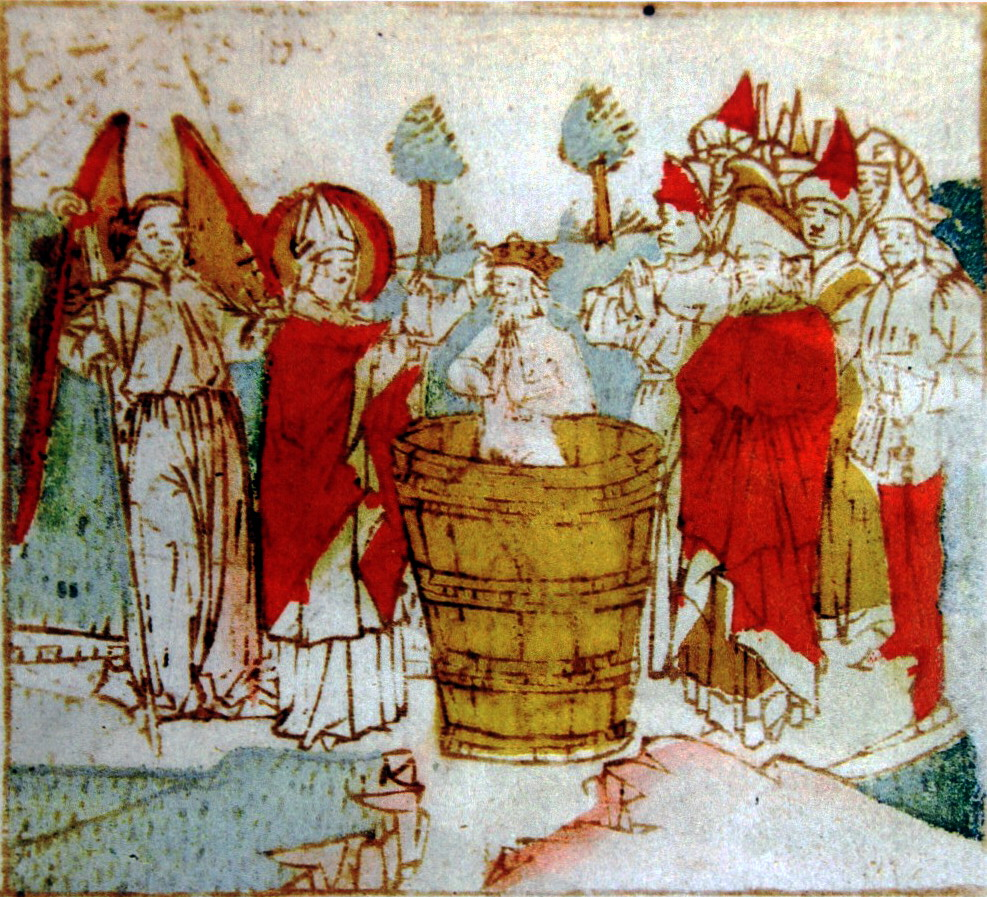
Sint-Servaas doopt Attila de Hun. Episode uit de St-Servaaslegende (Blokboek van St-Servaas, ca 1460)

Het Leven van Sint-Servaas is waarschijnlijk het eerste literaire werk van Hendrik van Veldeke, die dit schreef in opdracht van heer Hessel, de koster van het Maastrichtse Servaaskapittel, en van Agnes van Metz, de gravin van Loon. Hendrik van Veldeke hanteerde hierin een Limburgse variant van het Middelnederlands van zijn tijd.
Het werk bestaat uit twee delen. Het eerste deel is een levensbeschrijving (vita) van Servaas van Maastricht, de beschermheilige van deze stad, die gestorven zou zijn op 13 mei 384. Dit deel wordt gewoonlijk gedateerd rond 1170; het tweede deel behandelt de wonderen van Servaas na zijn dood. Van het tweede deel wordt aangenomen dat het pas tussen 1174 en 1185 tot stand kwam.
Volgens de legende is Servaas een Armeniër, die naar Lotharingen trekt en bisschop wordt van Tongeren. De zondige Tongenaren keren zich tegen hem, waardoor hij uitwijkt naar Maastricht. Wanneer Servaas verneemt dat God de Tongenaren wil straffen door Atilla de Hun op hen af te sturen, trekt hij op bedevaart naar Rome en bidt hij op het graf van Petrus om het onheil af te wenden. Zijn gebed wordt niet verhoord, maar Petrus geeft hem wel een zilveren sleutel waarmee Servaas genade kan verlenen en zonden kan bestraffen. De Tongenaren sterven allemaal, maar krijgen dankzij Servaas vergiffenis en gaan uiteindelijk toch naar de hemel.
De Servaaslegende bevat een fraaie beschrijving van de stad Maastricht, de stad waar Sint-Servaas overleed en begraven werd. Maastricht lag op een belangrijk kruispunt: de weg naar Keulen vanuit het westen, de Maas als noord-zuidas. In Veldekes tijd deden de kanunniken van het Servaaskapittel er alles aan om bedevaarten naar het graf van de heilige te bevorderen. In deze context moet ook het ontstaan van Veldekes Servaas worden gesitueerd. Uit dezelfde periode dateren ook de huidige koorpartij en het westwerk van de Servaaskerk en het reliekschrijn (de zogenaamde Noodkist), waarin de resten van de heilige rusten.
Veldekes Leven van Sint-Servaas is een vrije bewerking van de Actus Sancti Servatii (Vita en Miracula) van Jocundus (waarschijnlijk ontstaan tussen 1066 en 1088) en de Gesta Sancti Servatii, die rechtstreeks teruggaat op het werk van Jocundus.
De tekst van de Servaaslegende van Veldeke is volledig bewaard gebleven in een handschrift dat omstreeks 1470 is ontstaan in het Bogaardenklooster in Maastricht (Leiden, Universiteitsbibliotheek, BPL 1215). Dit beroemde en daarmee goed bestudeerde handschrift werd omstreeks 1855 ontdekt in de bibliotheek van een notaris in Aubel, in de Belgische provincie Luik. Handschrift BPL 1215 bevat naast Veldekes tekst ook een verkorte versie van Jocundus' Latijnse tekst. Daarnaast zijn er in diverse boekbanden fragmenten teruggevonden, die alle afkomstig zijn uit een handschrift dat misschien geschreven is toen de dichter nog leefde (ca. 1200).